# Eugeniusz Wyzner

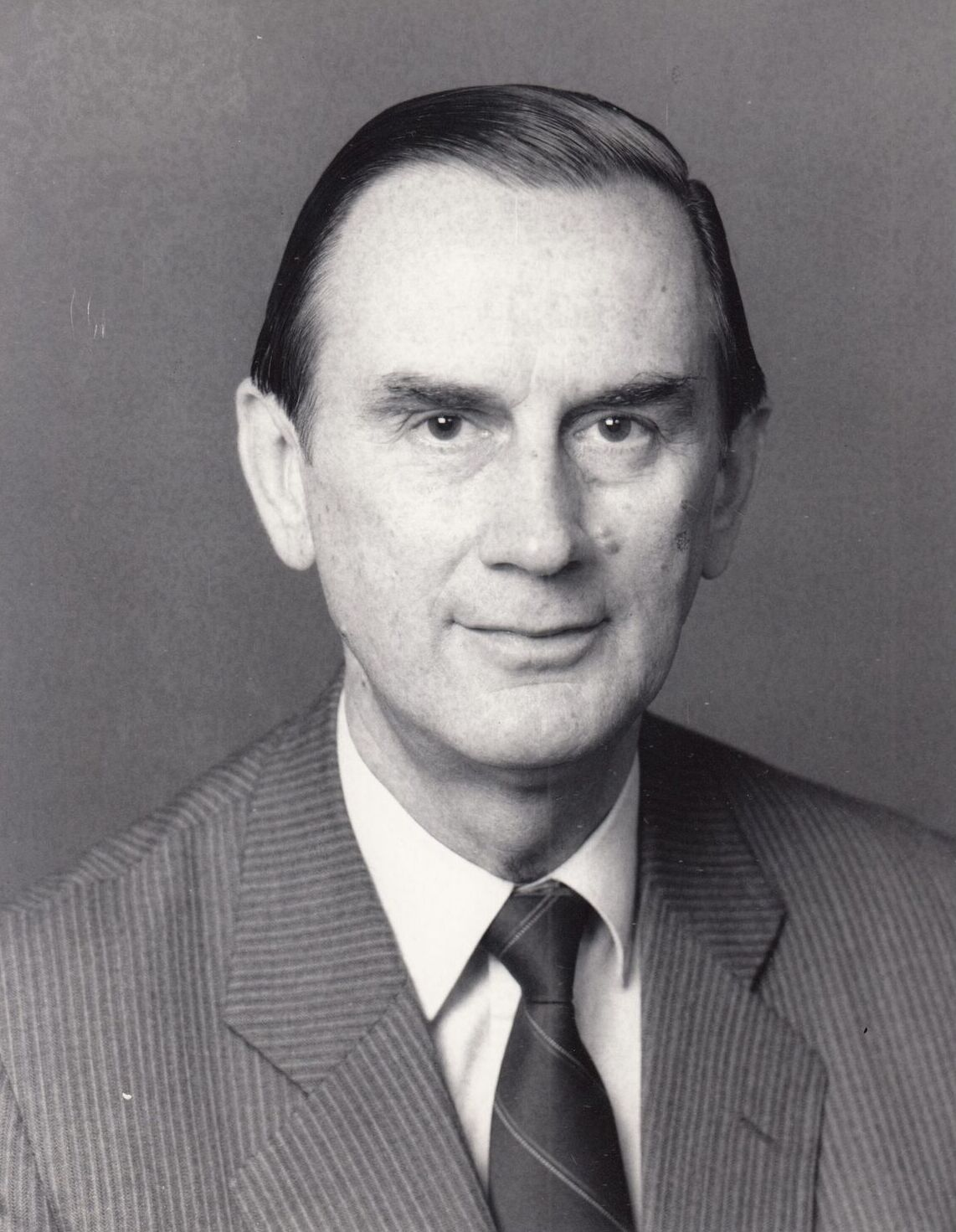
Eugeniusz Wyzner (1987)

Eugeniusz Wyzner (* 31. Oktober 1931 in Chełmno) ist ein polnischer Diplomat und Vertreter Polens bei den Vereinten Nationen.

## Berufliche Laufbahn
Eugeniusz Wyzner studierte Rechtswissenschaften an der Jagiellonen-Universität und der Universität Warschau und absolvierte ein postgraduales Studium an der Akademie für internationales Recht in Den Haag.
Wyzner, der der Polnischen Vereinigten Arbeiterpartei angehörte, begann seine Karriere 1956 im polnischen Außenministerium in der dortigen Abteilung für Verträge. Bereits im Zeitraum von 1961 bis 1968 war er stellvertretender Repräsentant Polens bei den Vereinten Nationen. Seit 1968 war er dann stellvertretender Direktor in der Abteilung für rechtliche und vertragliche Angelegenheiten des polnischen Außenministeriums, bis er 1971 auch zum Direktor vorgeschlagen wurde. Von 1973 bis 1978 war er ständiger Vertreter bei den Vereinten Nationen in Genf. Von 1978 bis 1981 war er Direktor der Abteilung für internationale Organisationen im Außenministerium. 1981/82 war er erstmals polnischer Botschafter bei den Vereinten Nationen.
In den Jahren von 1994 bis 1995 übte er das Amt des parlamentarischen Sekretärs aus und befand sich in der Stellung des stellvertretenden Außenministers der Republik Polen. 1996/97 war er nunmehr polnischer Staatssekretär und erster Stellvertreter des Ministers für auswärtige Angelegenheiten. Nachdem er 1998/99 erneut polnischer Botschafter bei den Vereinten Nationen war, wurde er 1999 von der Generalversammlung der Vereinten Nationen zum stellvertretenden Vorsitzenden der UN-Kommission für den internationalen öffentlichen Dienst gewählt.

## Karriere in den Vereinten Nationen
- 1967–1982 	Ausschuss des Komitees für die friedliche Nutzung des Weltalls
- 1973–1978 	Permanenter Repräsentant bei der UN in Genf
- 1973 	Abrüstungskommission
- 1978–1982 	Vorstand für Abrüstung
- 1978 	Direktor in der Abteilung für „Internationale Organisationen“ im polnischen Außenministerium
- 1982 	Kommission für Abrüstung
- 1982–1988 	Vorstand für Öffentlichkeitsarbeit
- 1982–1992 	Stellvertretender Generalsekretär für Konferenz Service und spezieller Abkommen
- 1983–1984 	Vorstand für administrative Reformen
- 1984–1993 	Mitglied des Programms für Planung und Budgetierung
- 1989–1992 	Komitee für den Status der Frauen
- 1991–1993 	Vorsitzender des Bewertungs- und Promotionsvorstandes
- 1992–1993 	Stellvertretender Generalsekretär für Öffentlichkeitsarbeit in der UN
- 1994–1997 	Stellvertretender Vorsitzender der polnischen Delegation bei der Generalversammlung der Vereinten Nationen
- 1995 Vorsitzender der polnischen Delegation bei der Konferenz zum Atomwaffensperrvertrag

## Auszeichnungen  und Ehrungen
- Phönix-Orden[1]
- Mitglied der Ehrenlegion (Kommandeur)[1]
- Goldenes Verdienstkreuz der Republik Polen[2]
- Orden Polonia Restituta (Komtur), 1996[3]